# Innovación frugal
La innovación frugal es el resultado y el proceso de desarrollar soluciones de buena calidad, enfocadas en la reducción sustancial de costos, la concentración en funcionalidades esenciales y niveles de rendimiento optimizado. La innovación frugal rompe con el paradigma "entre más, mejor" que prevalece en la investigación y desarrollo al crear soluciones simplificadas orientadas para su utilización.
La innovación frugal consiste en satisfacer una necesidad de la manera más simple y eficiente posible utilizando un mínimo de recursos lo cual, puede reducir el impacto al medio ambiente.

## Innovaciones frugales impulsadas por comunidades de base
Las innovaciones frugales tienen la particularidad de ser simples pero eficientes y reducir los procesos de producción al mínimo necesario para responder a necesidades específicas. Esto significa que las innovaciones frugales pueden ser específicas en un contexto y surgir para responder a las necesidades de un espacio, una cultura y una comunidad determinados.. Algunas comunidades han estado creando y produciendo tecnologías para atender problemas cotidianos y localizados, utilizando escasos recursos materiales Este enfoque de innovación frugal liderado por la sociedad civil puede enfocarse en problemas precisos o desafíos sociales más amplios
Los movimientos de base a veces se centran o incluyen innovaciones tecnológicas frugales. Los objetivos de estos movimientos no están dirigidos por empresas, sino que se centran en empoderar a las comunidades locales. En algunos casos, las innovaciones de base se centran en la lucha contra los regímenes de conocimiento desiguales y extractivos manteniendo el control sobre el proceso de innovación. A través de la creación y utilización de herramientas de convivencia, algunos movimientos de base emancipatorios tienen como objetivo fomentar cambios estructurales en organizaciones más sociales y ecológicamente orientadas en torno a la tecnología. Las plataformas de código abierto, la producción en red de pares, las transferencias horizontales de conocimiento, la regulación y la planificación de políticas sobre tecnología son algunas de las formas en que las innovaciones de base son métodos para desarrollar y mantener innovaciones frugales impulsadas por la comunidad.
Ejemplos
Transition Towns
- Iniciativas basadas en el Reino Unido que tienen como objetivo promover acciones locales que reduzcan la dependencia de los combustibles fósiles.[6] Marco de intercambio para iniciar proyectos prácticos, energéticos y de producción de alimentos (reparación de cafeterías, talleres de reciclaje, reparación de bicicletas).[7]

Honey Bee Network
- Una organización con sede en la India que se centra en la difusión del conocimiento de base.[1] Utiliza una lente ética para construir una base de datos de innovación que pueda beneficiar, dar crédito y compensar adecuadamente a sus contribuyentes[1]

Comunidad Trouzmakers
- Desarrolló una herramienta simple para martillar postes de cercas y luchar contra la destrucción de cultivos por jabalíes en el norte de Grecia.[9] Creó talleres para construir la herramienta basada en diseño de código abierto, reutilización de materiales locales de chatarra y difundió el uso de esta herramienta entre la[9]

L'Atelier Paysan
- Cooperativa francesa que crea una base de datos sobre las innovaciones de los agricultores, actualiza los diseños e imparte talleres entre grupos de agricultores para coproducir herramientas agrícolas.[9]

Patatas cultivadas en mantillo
- Tecnología de ahorro de mano de obra diseñada por Thabini Madondo en Potshini, Sudáfrica, que permite que la agricultura no are el suelo y coseche papas del suelo. Este último compartió este experimento con otros agricultores de la zona.

Proyecto OpenBionics
- Bienes comunes digitales de diseño, software e información sobre manos robóticas y protésicas haciéndolos accesibles a personas discapacitadas a través de una producción de baja complejidad y bajos costos.[12]

Pequeños Aerogeneradores y plantas pico-hidroeléctricas
- Hugh Piggot creó un manual[13] de código abierto para que estas tecnologías se fabriquen fácilmente localmente en cinco días, construido por alrededor de cinco cada ocho personas sin experiencia y con material accesible en la mayoría de las ciudades medianas (excepto los imanes que deben solicitarse).[12]

## Economía ortodoxa
En la economía ortodoxa, la frugalidad se refiere al proceso de reducir la complejidad y el coste de un bien y de su producción. Dichos servicios y productos no tienen que ser de calidad inferior, pero deben ofrecerse a un bajo costo. De hecho, la escasez de recursos disponibles lleva a los innovadores a exigir que las necesidades locales se satisfagan de forma sencilla, barata e inteligente. La innovación frugal no debe confundirse con la baja tecnología. No se trata de ofrecer menos servicios para reducir costes y precios. El objetivo de la innovación es comprender cada necesidad y responder a ella con precisión, sin tratar de simplificarla. No es la necesidad en sí lo que se simplifica, sino los métodos para satisfacerla. Mientras que la innovación frugal se asocia con un rendimiento suficientemente bueno, en algunos sectores, como la sanidad, la innovación frugal debe proporcionar el máximo rendimiento sin comprometer la calidad..
Mercados emergentes
En los mercados emergentes, en particular, los productos tecnológicamente adelgazados tienen un mayor potencial de ventas. Las empresas esperan compensar los bajos márgenes de ganancias vendiendo grandes cantidades y logrando así economías de escala. La innovación frugal se contrapone a menudo a un modelo de innovación industrial de estilo occidental encarnado en grandes laboratorios de investigación y desarrollo.. La falta de flexibilidad, el uso de procesos rígidos, la inercia debida al tamaño de los equipos y la necesidad de una financiación notable para este tipo de innovación industrial explican esta aparente incompatibilidad con un modelo frugal En esencia, se trata del uso estructurado de "restricciones" En la literatura aparecen varios principios económicos: explorar oportunidades en condiciones de fracaso, hacer más con menos, adaptabilidad, simplicidad, intuición, moderación, flexibilidad, crear nuevos modelos económicos, reutilizar tecnologías existentes. La innovación frugal está estrechamente relacionada con otros términos utilizados en el contexto de los mercados emergentes, como jugaad, innovación de base e innovación inversa. En la literatura sobre mercados emergentes, los ejemplos de innovación frugal suelen referirse a países asiáticos como India o China. Los enfoques para el desarrollo selectivo de estas innovaciones frugales se denominan "ingeniería frugal". El término fue acuñado por Carlos Ghosn, entonces copresidente de Renault y Nissan, quien afirmó que "la ingeniería frugal consiste en conseguir más con menos". Según un estudio de la consultora de gestión Roland Berger, los productos frugales adaptados a las necesidades locales pueden casi duplicar su cuota de ventas en cinco años. Se calcula que el mercado de la innovación frugal mueve cinco billones de dólares. Esto representa una enorme oportunidad económica para las multinacionales, lo que explica abrir los mercados de venta a las poblaciones con menos ingresos, cooptando el término innovación frugal con fines lucrativos.
Adaptación a los mercados occidentales
Sin embargo, para satisfacer las necesidades de los clientes en una situación (temporal) excepcional y en tiempos de incertidumbre, las empresas multinacionales también utilizan cada vez más innovaciones frugales para los mercados occidentales. Las necesidades específicas de los clientes pueden satisfacerse con soluciones frugales que se adaptan perfectamente a una situación (temporal) excepcional. En el contexto de la pandemia de Covid, las empresas occidentales adaptaron el concepto y desarrollaron soluciones frugales. Fasnacht describe cómo un fabricante suizo de máquinas de café desarrolló un ventilador en cuatro semanas utilizando un 80% de componentes de máquinas de café. En la primavera de 2020, la empresa suiza Thermoplan desarrolló un ventilador funcional en cuatro semanas a petición de Starbucks. El dispositivo simplificado tiene la misma funcionalidad que un aparato original, pero es muy fácil de usar y un 75% más barato, y podría producirse en serie en la fábrica de la empresa hasta 800 unidades por semana. A diferencia de las máquinas convencionales, funciona con pilas, es fácil de usar y compacto, lo que permite utilizarlo como unidad móvil en una ambulancia.
Enfoques de la pobreza basados en el mercado
Desde 2010, las innovaciones frugales han recibido una mayor atención de los medios de comunicación instituciones de investigación, consultorías y empresas. Varias universidades estadounidenses cuentan con programas para desarrollar soluciones frugales. Entre ellos figuran el Frugal Innovation Lab de la Universidad de Santa Clara, un curso de proyectos de dos trimestres en la Universidad de Stanford, y el programa Entrepreneurial Design for Extreme Affordability. Esta tendencia creciente en los países occidentales también puede observarse en laboratorios de investigación y programas universitarios que se centran en desarrollar innovaciones frugales para ampliar su base de consumidores a cada vez más personas y profitar, normalmente con el objetivo de llegar a la población del Sur Global bajo el pretexto de aportar que llaman "desarrollo".
Según un artículo publicado en 2010 en The Economist la aparición de este enfoque y el establecimiento de este campo en los mercados emergentes se remontan al movimiento de tecnología apropiada de los años cincuenta. Estas innovaciones "para los pobres" eran sin fines de lucro y estaban más impulsadas por la filantropía que por las empresas. Los primeros beneficios pueden haberse obtenido en los años ochenta, cuando multinacionales como Unilever empezaron a vender artículos de aseo de un solo uso en países del Sur Global. En mayo de 2012, el Financial Times describió el concepto como "cada vez más de moda".
En el ámbito de los mercados emergentes, las empresas tratan de ampliar sus mercados de ventas a regiones y consumidores a los que no se habían dirigido anteriormente. Aquí, el discurso en el campo de la innovación frugal gira en torno a una solución simplificada y orientada a la aplicación para abrir nuevos segmentos sensibles a los precios y nuevos mercados dirigidos a poblaciones de bajos ingresos, principalmente en el Sur Global. Esta extensión de la lógica capitalista a las poblaciones de bajos ingresos se enmarca en los mercados emergentes como un servicio a la "base de la pirámide socioeconómica". En el discurso hegemónico, India, un país extremadamente poblado, se presenta a menudo como un ejemplo de lo que se considera una innovación frugal exitosa, al innovar en la creación de productos que satisfacen las necesidades de la población a un precio asequible. India innovó frugalmente al crear el teléfono móvil Nokia 1100, un modelo sencillo y duradero con linterna incorporada y servicios como la mensajería de texto, además de las llamadas de voz. Se vendieron más de 200 millones de unidades en sólo 4 años tras su lanzamiento, lo que lo convierte en el teléfono móvil más vendido de todos los tiempos.
Este enfoque de las soluciones basadas en el mercado para la pobreza mundial y el cambio climático ha sido el discurso dominante sobre la innovación frugal, configurado en particular por autores como C.K. Prahalad, que publicó Fortune at the Bottom of the Pyramid: Erradicar la pobreza a través de ganancias. En 2014, Navi Radjou dio una charla sobre innovación frugal en TED Global, en la que predicó que las empresas y los emprendedores están mejorando las cosas, produciendo a escala para "suministrar atención sanitaria y energía de forma rentable a miles de millones de personas con bajos ingresos pero grandes aspiraciones". En 2015, Navi Radjou y Jaideep Prabhu fueron coautores de Frugal Innovation: Cómo hacer más con menos, publicado mundialmente por The Economist. El libro explica los principios, perspectivas y técnicas que subyacen a la innovación frugal para ayudar a los directivos a aprovechar los grandes cambios que se avecinan. Según esta narrativa, el Sur Global puede "alcanzar" y "adelantarse" al Norte Global convirtiendo "la adversidad en oportunidad".
También se considera que las innovaciones frugales desempeñan un papel importante en los Objetivos de Sostenibilidad de la ONU.

## Critica
El término innovación frugal se discutió inicialmente en el contexto de los mercados emergentes, brindando a “clientes no ricos" oportunidades de consumir productos y servicios asequibles adecuados a sus necesidades. Esto a pesar de todas las buenas intenciones de “aliviar la pobreza”, la innovación frugal no se enfoca en las causas de la miseria y la exclusión social. La innovación se enmarca abrumadoramente en una forma agnóstica y neutral que deja de lado la complejidad socioeconómica de los mecanismos de exclusión que provocan la pobreza y el subdesarrollo. Al ignorar esto, la innovación frugal corre el riesgo de limitar la comprensión de los problemas que busca resolver y, lo que es más importante, corre el riesgo de limitar su impacto. El mundo occidental, al utilizar la innovación frugal, parece eludir el hecho de que, más que una mera falta de recursos o tecnología, la pobreza es una cuestión de justicia social. 
También es importante considerar que para un futuro de decrecimiento o poscrecimiento, la frugalidad es voluntaria y en el Sur Global, la frugalidad es una realidad.
Esta visión de la innovación frugal orientada a las ganancias proveniente de grandes empresas que crean un monopolio de innovaciones frugales producidas industrialmente priva a las personas de crear estas soluciones por sí mismas. En cambio, la innovación frugal debería permitir una mayor autonomía para que las personas ya sean del Norte o del Sur Global produzcan bienes por su cuenta y a su manera.
Además, la investigación muestra cómo los diferentes discursos sobre la innovación frugal han llevado a la comprensión dominante del término, como se describe previarmente. Según Tesfaye y Fougère, el término innovación frugal ha sido cooptado o “secuestrado” dentro del discurso del desarrollo sostenible para adaptarse a las necesidades de las empresas. Distinguen entre tres discursos principales presentes a lo largo de la historia del término, “innovaciones para los pobres”, “innovaciones de base por parte de los pobres” y “cocreación de innovaciones frugales con los pobres”. Exponen cómo particularmente el último y contemporáneo discurso de la co-creación contribuye a un proyecto de gobernanza y explotación en lugar de ayudar a las poblaciones de bajos ingresos, en formas que benefician a los actores económicos formales mientras empeoran aún más